# Barbara Enrichi
Barbara Enrichi, née le 14 avril 1961 à Florence dans la région de la Toscane en Italie, est une actrice italienne jouant pour le théâtre, le cinéma et la télévision.

## Filmographie

### Au cinéma
- 1990 : Benvenuti in casa Gori d’Alessandro Benvenuti
- 1991 : Donne con le gonne de Francesco Nuti
- 1992 : Caino e Caino d’Alessandro Benvenuti
- 1995 : I laureati de Leonardo Pieraccioni
- 1996 : Il ciclone de Leonardo Pieraccioni
- 1996 : Ritorno a casa Gori d’Alessandro Benvenuti
- 1996 : Albergo Roma d’Ugo Chiti
- 1997 : Fuochi d'artificio de Leonardo Pieraccioni
- 1998 : Prima la musica, poi le parole de Fulvio Wetzl
- 1998 : Donne in bianco de Tonino Pulci
- 1998 : I volontari de Domenico Costanzo
- 2000 : Il cielo cade d’Andrea e Antonio Frazzi
- 2002 : La brutta copia de Massimo Ceccherini
- 2005 : Ti amo in tutte le lingue del mondo de Leonardo Pieraccioni
- 2005 : La vida es un carnaval de Samuele Sbrighi
- 2006 : Via Varsavia d’Emiliano Cribari
- 2007 : Cenci in Cina de Marco Limberti
- 2007 : In carne e ossa de Christian Angeli
- 2008 : La rabbia de Louis Nero
- 2009 : Genitori & figli - Agitare bene prima dell'uso de Giovanni Veronesi
- 2010 : Amici miei - Come tutto ebbe inizio de Neri Parenti
- 2012 : La città ideale de Luigi Lo Cascio

### À la télévision
- 1999 : Ciro de Roberto Burchielli
- 2007 : Tutti i rumori del mondo de Tiziana Aristarco
- 2008 : Miacarabefana.it de Lodovico Gasparini

## Prix et distinctions notables
- David di Donatello de la meilleure actrice dans un second rôle en 1996 pour Il ciclone.